# トゥキュディデスの罠

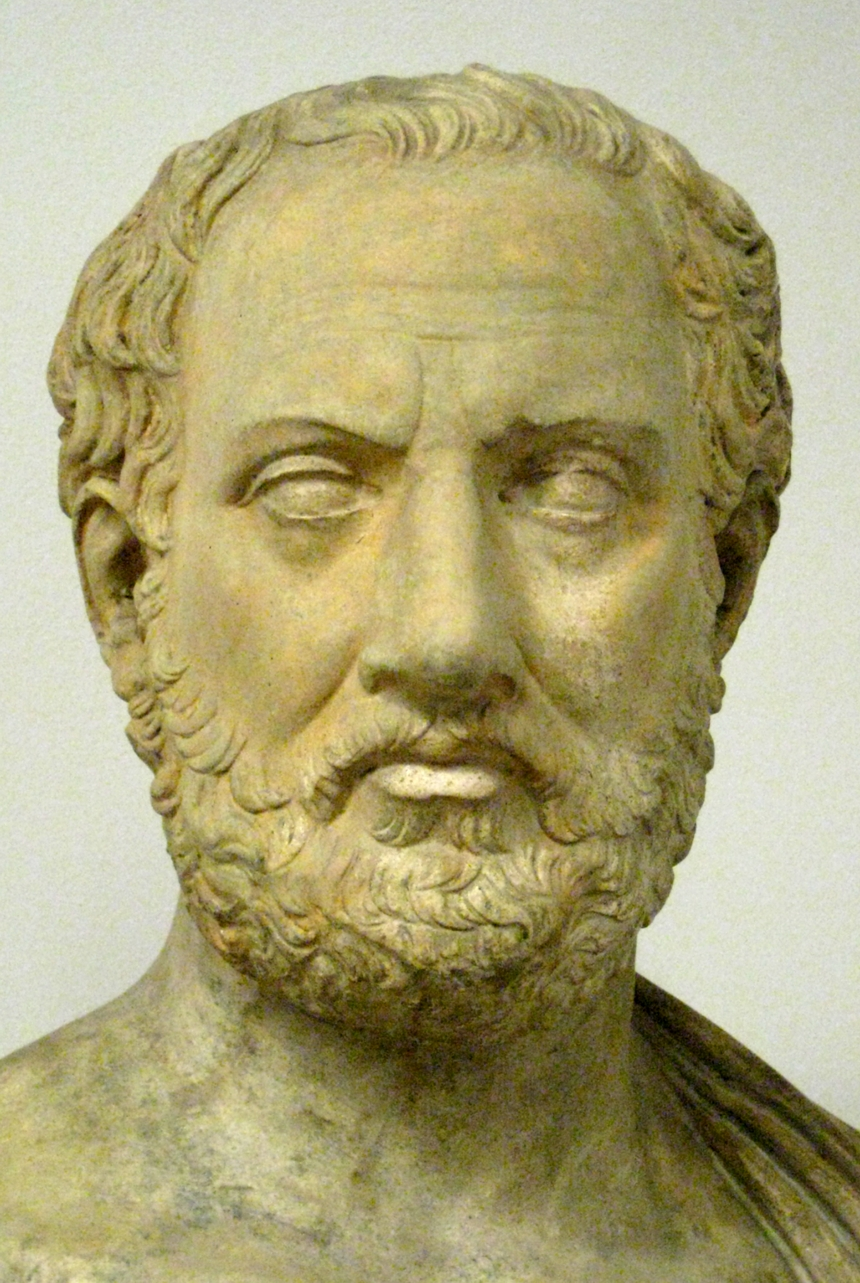
トゥキュディデス（紀元前460年頃 - 紀元前395年）の胸像

トゥキュディデスの罠（トゥキュディデスのわな、英: Thucydides Trap）は、米国の政治科学者グレアム・アリソンによる国際政治学上の用語で、新興国が既存の大国の地域的ないし国際的な覇権の地位を脅かそうとする際に、必然的に戦争に陥ってしまう傾向があるという主張を説明するものである。この用語は2015年に爆発的に普及し、主に米中関係を分析する際に取り上げられることが多い。
アリソンはハーバード大学ベルファー科学・国際問題研究所で研究を率い、新興国と既存の覇権国が衝突した歴史上の16の事例のうち、12の事例が戦争に至ったということを突き止め、この主張を擁護した。しかしながら、この研究は相当の批判を受けており、トゥキュディデスの罠という概念の価値を巡っては、特に米中間の潜在的な軍事衝突可能性に関するところにおいては、学術的な見解は分かれたままである。

## 概論

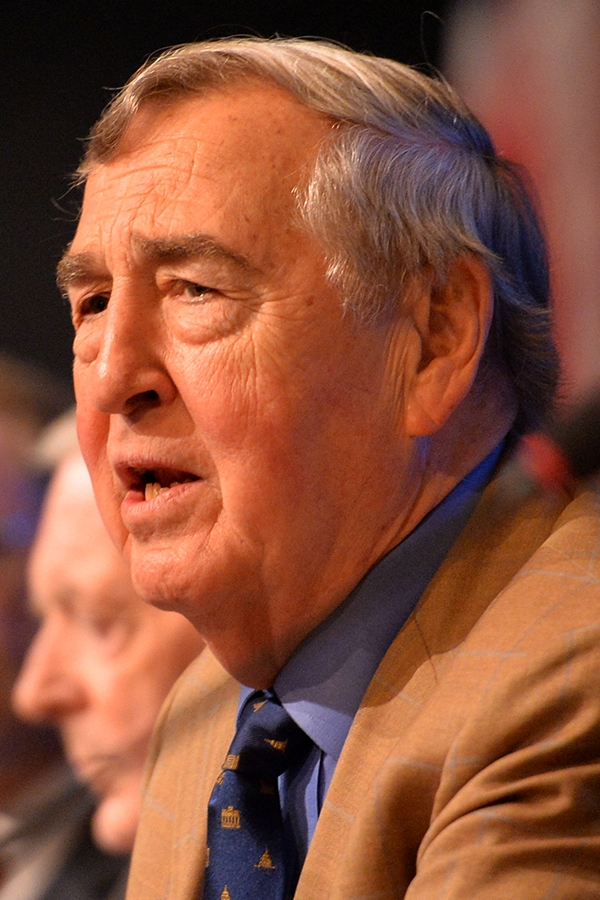
グレアム・アリソン（1940年 - ）

この語は古代アテネの歴史家・将軍であったトゥキュディデスの名を冠するエポニムであり、米国の政治科学者グレアム・アリソンが造語したものである。トゥキュディデスが『戦史』でペロポネソス戦争の原因を「アテネの台頭と、それがスパルタに対して植え付けた恐怖とにより、戦争が不可避な状態になった」と分析したことに基づき、アリソンはこの用語を台頭しつつある大国（アテネ）が支配国（スパルタ）の地位に対して挑戦しようとする時に、戦争が起きるという傾向を説明するのに使用した。アリソンは、
トゥキディデスの罠とは、新しい勢力が既存のトップの地位を脅かすときに生じる、自然かつ避けられない混乱のことだ。
—グレアム・アリソン（原著）『米中戦争前夜――新旧大国を衝突させる歴史の法則と回避のシナリオ』藤原朝子（訳）、7頁
と表現している。
アリソンはハーバード大学ベルファー科学・国際問題研究所にて事例研究を主導し、新興国と既存の覇権国が衝突した歴史上の16の事例のうち、12の事例が戦争に至ったということを突き止めた。アリソンの研究に含まれる事例は次の表のとおりである。
| #  | 時代                     | 覇権国                         | 新興国           | 帰結                     |
| -- | ------------------------ | ------------------------------ | ---------------- | ------------------------ |
| 1  | 15世紀後半               | ポルトガル                     | スペイン         | 戦争なし                 |
| 2  | 16世紀前半               | フランス                       | ハプスブルク帝国 | 戦争発生                 |
| 3  | 16 - 17世紀              | ハプスブルク帝国               | オスマン帝国     | 戦争発生                 |
| 4  | 17世紀前半               | ハプスブルク帝国               | スウェーデン     | 戦争発生                 |
| 5  | 17世紀中葉から後半       | オランダ共和国                 | イングランド王国 | 戦争発生                 |
| 6  | 17世紀後半から18世紀中葉 | フランス                       | 英国             | 戦争発生                 |
| 7  | 18世紀末から19世紀初期   | 英国                           | フランス         | 戦争発生                 |
| 8  | 19世紀中葉               | フランスおよび英国             | ロシア帝国       | 戦争発生                 |
| 9  | 19世紀中葉               | フランス                       | ドイツ           | 戦争発生                 |
| 10 | 19世紀末から20世紀初期   | 中国およびロシア               | 日本             | 戦争発生                 |
| 11 | 20世紀初期               | 英国                           | 米国             | 戦争なし                 |
| 12 | 20世紀初期               | 英国（背後にフランス、ロシア） | ドイツ           | 戦争発生                 |
| 13 | 20世紀中葉               | ソ連、フランス、英国           | ドイツ           | 戦争発生                 |
| 14 | 20世紀中葉               | 米国                           | 日本             | 戦争発生                 |
| 15 | 1940年代から80年代       | 米国                           | ソ連             | 冷戦、経済戦争、貿易戦争 |
| 16 | 1990年代から現在         | 英国およびフランス             | ドイツ           | 冷戦、経済戦争、貿易戦争 |

アリソンは2017年の著書 Destined for War でこれを大幅に拡張し、現状米中両国は戦争へと繋がる衝突への道を歩んでいると主張した。この著書の中でアリソンは、支配国と新興国との間の戦争は不可避ではないものの、避けることは非常に難しく、「トゥキュディデスの罠」の生じた際には広範かつ集中的な外交における注意、そして努力が求められるとしている。

## 影響
この用語とそれを取り巻く議論は、（中国の政権のメディアを含む）国際的なメディア、そして米中両国の政治家に影響をもたらしてきた。この用語に関するアラン・グリーリー・ミーゼンハイマーによる事例研究が米国国防総合大学の国家戦略研究所により公表されたところによれば、この用語は「国際関係の用語集に載って以来、世界的な注目を集めている」とのことである。外交政策学者のハル・ブランズとマイケル・ベックリーとは、トゥキュディデスの罠は「正統なものになり」、「米中対立を説明するにおいて、飽きるほど持ち出される自明の理」なのであると述べた。更に、英国放送協会の外交特派員ジョナサン・マーカスは、グレアム・アリソンがトゥキュディデスの罠を詳説した書籍 Destined for War は、「多くの為政者、学者、ジャーナリストの間で必読書になっている」と述べた。

### 米中関係における影響
用語は主にアメリカ合衆国と中華人民共和国との間の潜在的な軍事衝突の可能性に関連付けられて造語され、使用されてきた。中国の最高指導者で中国共産党中央委員会総書記の習近平は、用語に言及した上で、「私たちはみなトゥキュディデスの罠を避けるために行動する必要がある」と警告した。2018年に、アメリカ合衆国大統領のドナルド・トランプが中国の米国への輸出品の約半分に対して関税を課したことで米中貿易戦争がもたらされると、米中間の緊張関係の増大の結果として、この用語の持つ影響力は更に高まった。
西側諸国の学者は、台湾問題や中国のサイバー政策とサイバースパイ問題、北朝鮮に対する政策の差異、中国の太平洋における軍事プレゼンスの高まり、南シナ海における主張、新疆、チベット、香港における人権問題など、二国間には両国が対立する差し迫った問題が数多くあり、二大国がトゥキュディデスの罠に陥る可能性が増していると指摘してきた。一部は習近平総書記による権力強化、相容れない価値観の違いがあるという信念、貿易摩擦を両国がトゥキュディデスの罠に陥っているとする更なる根拠として指摘している。

## 批判

### 米中関係への適用
数多くの学者が「トゥキュディデスの罠」を米中関係に適用することを批判してきた。ローレンス・フリードマンは国防総合大学の雑誌 Prism にて同様に「中国の主要な関心はいつだってその地域的な地位にあって、もしそうなら、経済的な牽引力が徐々に強まる中で、中国が忍耐を示すべきだというのにも強い根拠がある」と主張した。また、中国の台頭の事実を疑問視する向きがある:iv-v。北京大学海洋戦略研究センター研究員の胡波は、米中間の現在の勢力のバランスがトゥキュディデスの仮説を支持するものとは考えていないと述べている。
アーサー・ウォルドロンやイアン・ブルマのような学者やジャーナリストは、中国の「経済的な脆弱性」、高齢化、人口の流出、国内で抱える経済的問題、軍事力では米国に劣ること、米国と比較した同盟体系の弱さ、イノベーションを阻害するような中国の検閲制度などを指摘して、中国は依然この種の衝突に対してはとても弱すぎると主張している。外交政策学者のハル・ブランズとマイケル・ベックリーは同様に、トゥキュディデスの罠を当てはめることは「中国が今発展の弧のどの位置にいるのかを根本的に見誤っている」とし、まもなく停滞に差し掛かるのは米国ではなく中国だと指摘している。関連して、ハーバード大学の政治科学者ジョセフ・ナイは、いちばんの懸念というのは中国の台頭がトゥキュディデスの罠に繋がることではなく、ナイがキンドルバーガーの罠と呼ぶような、中国の弱体化につながる国内における問題だと主張している。
他にも、トゥキュディデスの罠は古代世界で生じた奇異な要素の一つに過ぎないのであって、現代の事象に対して適用できるものではないと軽んじる向きもある。『フォーリン・ポリシー』の副編集長のジェームズ・パーマーは自身の記事「ああ神よ、ペロポネソス戦争の再び起こらないことを」にて、トゥキュディデスの罠は「2400年前にユーラシアの隅の岬にあった都市国家同士の衝突は、現代の地政学においては信頼できない道標であり、彼らは遥かに関連性が高いであろう世界の歴史のうちの広い範囲を無視している。」と書いている。ローレンス・フリードマンは同様に「アリソンにより展開された事例研究」は「戦争と勢力の問題が今日とは異なるように観察されてきた時代から取って来ており」、我々にもたらす「価値はほとんどない」と述べ、最終的に「トゥキュディデスの罠は役に立たない概念である」と締めている。
李稲葵は、トゥキュディデスの罠の理論は米中関係に当てはめると欠陥が生じ得ると書いており、それは西洋、そして古代ギリシア的な推論に基づいているからだとしている。李の視点では、1910年代のドイツのような事例は現代の中国の状況とは非常に異なっているという。
また一部は、中国のプロパガンダ機関が、中国に有利にはたらくような力関係の状態になることを促進するために、トゥキュディデスの罠の物語にこだわっていると指摘している。

### 方法論における批判

#### 事例研究に対する批判
グレアム・アリソンにより行われたトゥキュディデスの罠を擁護するものとなる研究は、批判を受けている。ハーバード大学の政治科学者ジョセフ・ナイは、新興国が支配国と競争した16の歴史的事例のうちの12例が最終的に戦争になったというアリソンの主張は、アリソンの事実誤認に基づくものであると異議を唱えている。例えば、ナイは第一次世界大戦の例を指摘した上で、アリソンは新興国ドイツと覇権国英国との競争の例としてこれを認識しているが、戦争は「ロシアの国力の成長に対するドイツの恐怖、台頭するスラブ民族主義に対する衰退するオーストリア＝ハンガリー帝国の恐怖、その他古代ギリシアとは異なる多くの要因」によって引き起こされたと指摘している。歴史家アーサー・ウォルドロンも同様に、アリソンは何例かについて誤った評価を下していると主張している。例えば、ウォルドロンは日露間の衝突を挙げ、「1904年において日本は台頭国である一方、ロシアは既に長い間地位を確立していた。それで、ロシアは日本に対して先制攻撃しようとしたか？いいや。日本軍が奇襲攻撃をして、ツァーリの艦隊を沈めたのだ。」と述べている。ローレンス・フリードマンは国防総合大学の雑誌 Prism にて同じように、アリソンは事例研究の一部における原因を誤解しており、特に第一次世界大戦に関しては、オーストリアとセルビアとの間の紛争、そして両国の同盟国であるドイツとロシアの不手際というのがより大きな原因であると主張している。
ジェイ・パーカーとアンドリュー・ノボとは、アリソンによる「覇権の移動」理論の解釈は、アテネとスパルタとの国力の配分について不正確な特徴づけを行っており、さらに両国間の構造的な要素に過剰に焦点を置いており、これにより両国の指導者が戦略的な選択を行うことについて軽視してしまっていると主張している。
外交政策学者のハル・ブランズとマイケル・ベックリーは、アリソンがトゥキュディデスの罠を見出した多くのケースについて、戦争の契機となったものは、覇権国が追い越されそうになるという喫緊の脅威ではなく、むしろ新興国の台頭が停滞気味になった際における新興国による反発であるとしている。
古典学者ビクター・デイビス・ハンソンは、新興国の台頭はいつも既存の大国を先制攻撃に駆り立てるものではないと述べ、トゥキュディデスの罠の理論に異を唱えている。代わりにハンソンは、国どうしの根本的な差異を鍵となる要因として挙げ、英米間においてはそのような動きが生じなかった理由、そして政治および経済の仕組みの異なる米中間においてはそれが明白である理由とを説明している。

#### ペロポネソス戦争へのアプローチに対する批判
古代ギリシア史に対するアリソンの認識にも批判が上がっている:184–185。ハーバード大学の政治科学者ジョセフ・ナイはイェール大学の歴史家ドナルド・ケーガンによる研究を上げ、グレアム・アリソンはペロポネソス戦争を誤って解釈しており、戦争は台頭するアテネがスパルタに挑戦した結果によるものではなく、むしろアテネの停滞の結果生じたものであり、スパルタは数々の「アテネの失政」により戦争が「危険を冒す価値のあるもの」になったと考えるに至ったためだと主張している。歴史作家のウォルドロンは同じように、ペロポネソス戦争に関しては、ケーガンとハーバード大学の古典学者エルンスト・バディアンが「とうの昔に『トゥキュディデスの罠』なんてものは存在しないことを証明してきた」と主張している。関連して、政治科学者のアタナシオス・パラティアスとヴァシリス・トリガスは、トゥキュディデスの罠は「不注意によるエスカレーション」の上に成り立つものであり、一方でペロポネソス戦争は各々の合理的な計算の結果であったと述べている。
また、アリソンによるトゥキュディデスの書の読解に対しても疑問が投げかけられている。国防総合大学の国家戦略研究所の事例研究において、アラン・グリーリー・ミーゼンハイマーは、「トゥキュディデスの書は新興国と覇権国との対面により避けることができない結果がもたらされるという、アリソンによる一般化された主張を支持するものではない」とした上で、アリソンによるトゥキュディデスの罠は「トゥキュディデスおよび大国間の競争に潜在する落とし穴というもの両方に対して注目を引き付けているという点は歓迎できる」一方で、「現代の出来事の分析における発見的な装置あるいは予測ツールとしては失敗している」と述べている。
ジェフリー・クリーンは、アリソンはトゥキュディデスの教訓の核心について誤解しており、覇権に対する最大の脅威は内部からもたらされるものだと書いている:184–185。トゥキュディデスは歴史を悲劇的なものとして描いており、アテネが横柄にも当時の領土や利益からはほど遠く離れたシチリアのシラクサを征服しようとしたのが転換点であり:185、トゥキュディデスに言わしめれば、アテネのシラクサ征服の試みは、民主主義が群衆心理に陥り失敗へと導いた一つの例であり、これが最終的にスパルタの勝利を許したのだという:185。